# Коношино
Коношино — деревня в Горайской волости Островского района Псковской области.
Расположена на правом берегу реки Синяя, в 30 км к югу от города Остров, в 13 км к юго-западу от волостного центра, деревни Крюки и в 11 км к западу от деревни Гораи.
Численность населения деревни по состоянию на 2000 год составляла 5 человек.
До 3 июня 2010 года деревня входила в состав ныне упразднённой Синерецкой волости с центром в д.Гривы.